# 觉撒乡
觉撒乡，是中华人民共和国四川省凉山彝族自治州布拖县曾经下辖的一个乡。2021年1月12日，撤销觉撒乡，其所属行政区域为拖觉镇的行政区域。

## 行政区划
觉撒乡撤销前下辖以下地区：
马衣包村、补基村、老尔村和博作村。